# Візит Святого Миколая
'Twas the night before Christmas, when all thro' the house

Not a creature was stirring, not even a mouse;

The stockings were hung by the chimney with care,

In hopes that St. Nicholas soon would be there;

The children were nestled all snug in their beds,

While visions of sugar plums danc'd in their heads,

And Mama in her 'kerchief, and I in my cap,

Had just settled our brains for a long winter's nap —

When out on the lawn there arose such a clatter,

I sprang from the bed to see what was the matter.

Away to the window I flew like a flash,

Tore open the shutters, and threw up the sash.

The moon on the breast of the new fallen snow,

Gave the lustre of mid-day to objects below;

When, what to my wondering eyes should appear,

But a miniature sleigh, and eight tiny reindeer,

With a little old driver, so lively and quick,

I knew in a moment it must be St. Nick.

More rapid than eagles his coursers they came,

And he whistled, and shouted, and call'd them by name:

"Now! Dasher, now! Dancer, now! Prancer and Vixen,

"On! Comet, on! Cupid, on! Donder and Blitzen;

"To the top of the porch! To the top of the wall!

"Now dash away! Dash away! Dash away all!"

As dry leaves before the wild hurricane fly,

When they meet with an obstacle, mount to the sky;

So up to the house-top the coursers they flew,

With the sleigh full of toys — and St. Nicholas too:

And then in a twinkling, I heard on the roof

The prancing and pawing of each little hoof.

As I drew in my head, and was turning around,

Down the chimney St. Nicholas came with a bound:

He was dress'd all in fur, from his head to his foot,

And his clothes were all tarnish'd with ashes and soot;

A bundle of toys was flung on his back,

And he look'd like a peddler just opening his pack:

His eyes — how they twinkled! His dimples: how merry,

His cheeks were like roses, his nose like a cherry;

His droll little mouth was drawn up like a bow,

And the beard of his chin was as white as the snow;

The stump of a pipe he held tight in his teeth,

And the smoke it encircled his head like a wreath.

He had a broad face, and a little round belly

That shook when he laugh'd, like a bowl full of jelly:

He was chubby and plump, a right jolly old elf,

And I laugh'd when I saw him in spite of myself;

A wink of his eye and a twist of his head

Soon gave me to know I had nothing to dread.

He spoke not a word, but went straight to his work,

And fill'd all the stockings; then turn'd with a jerk,

And laying his finger aside of his nose

And giving a nod, up the chimney he rose.

He sprung to his sleigh, to his team gave a whistle,

And away they all flew, like the down of a thistle:

But I heard him exclaim, ere he drove out of sight —

Happy Christmas to all, and to all a good night.
—Клемент Кларк Мур
«Візи́т Свято́го Микола́я», також відомий як «Ніч про́ти Різдва́» (англ. A Visit from St. Nicholas; The Night Before Christmas; 'Twas the Night Before Christmas), або «Різдвя́ний гість» — вірш, уперше опублікований 1823 року. Авторство приписують Клементу Кларку Муру (1779–1863). 
Твір, який був названий «імовірно, найвідомішим віршем, коли-небудь написаним американськими авторами», значною мірою сформував сучасний образ Святого Миколая. Мур намалював зовнішній вигляд різдвяного гостя, визначив час візиту, вид транспорту, імена його оленів, традицію ховання іграшок у шкарпетки, що висять над каміном. Вірш вплинув на уявлення про Святого Миколая як у США та англомовному світі загалом, так і за його межами. 
2012 року канадський видавець Памела Маккол, перевидаючи цей вірш, видалила з нього слова: «The stump of a pipe he held tight in his teeth / And the smoke, it encircled his head like a wreath» («Стару люльку у зубах міцно він тримає/ І поважно кільця диму з рота випускає.- пер. І. Форостюк). Мотивувала це тим, що у дитячих віршах не має бути згадок про куріння. Американська бібліотечна асоціація висловила публічне обурення діями видавця, заявивши, що таке втручання у текст є нічим іншим як проявом цензури, який спотворює оригінальний текст автора. У відповідь на це Памела Маккол заявила, що вилучення кількох рядків не змінює загальний зміст вірша, не утруднює його сприйняття і не викривлює історичного фону тексту та закликала інших видавців надалі робити таку ж правку у тексті. 

## Сюжет

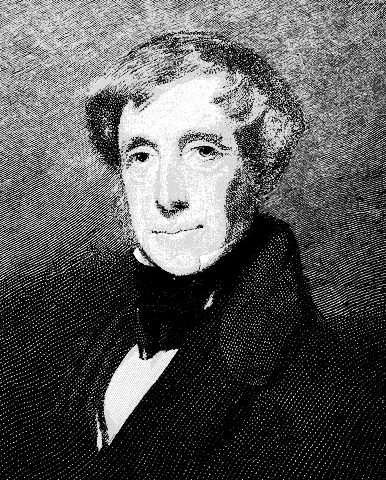
Клемент Кларк Мур, американський професор східної та давньогрецької літератури

Томас Наст. Ілюстрація книги К. К. Мура, в якій був створений сучасний образ Санта-Клауса. 1869 рік

На Святвечір, коли вся родина спить, автор, від імені якого ведеться розповідь, прокинувся від шуму, що зчинився надворі. Визирнувши у вікно, він побачив Святого Миколая на санях, запряжених вісьмома оленями. Після приземлення на дах святий спустився до хати через димар. З великого лантуха він, сміючись, почав діставати іграшки й розкладати їх у дитячі шкарпетки, що висіли над каміном. Завершивши свою справу, Санта виліз назад через димар. Злетівши у небо, Святий Миколай побажав «Всім щасливого Різдва і солодких снів!»

## Історичний огляд
За легендою, «Візит» був складений Муром, коли він їхав засніженим днем у санях за покупками. Джерелом натхнення для нього став місцевий голландський майстер на всі руки й, звичайно, Святий Миколай. Хоча Мур змалював багато рис, які асоціюються з сьогоднішнім образом Святого Миколая, він запозичив, зокрема, імена оленів. Вірш був уперше опублікований анонімно 23 грудня 1823 року у газеті «Sentinel» (місто Троя, штат Нью-Йорк), до якої його надіслав друг Клемента Кларка Мура. Тільки згодом авторство Мура розкрилось. Мур написав його своїм дітям, але, будучи вченим і професором Колумбійського коледжу, не бажав пов’язувати своє ім’я з віршем. Лише за наполяганням дітей вірш було включено до антології його творів.
Ідею Мур запозичив у свого друга Вашингтона Ірвінга, але він зобразив Святого Миколая «веселим старим ельфом», який приходить на Святвечір, а не на Різдво, яке протестанти вважали результатом «католицького невігластва та обману». Таким чином, «ньюйоркці прийняли версію Мура про Різдво як дитяче уявлення так, ніби вони робили це все своє життя».

## Оригінальні екземпляри
Відомо, що збереглось чотири написаних від руки копії вірша. Три знаходяться у музеях. Четверта копія, написана Клементом Кларком Муром у 1860 році як подарунок другові, була продана приватному колекціонеру у грудні 2006 року. Екземпляр обійшовся анонімному покупцеві з Мангеттену в $260 тис.

## Претендент на авторство вірша

Ілюстрація книги 1907 року

Існує версія, згідно з якою імовірним автором є не Клемент Кларк Мур, а Генрі Лівінґстон, мешканець Нью-Йорка, який мав голландське і шотландське коріння. Однак твір, написаний рукою Лівінґстона, так і не був наданий.

## Уривок перекладу українською мовою
В чарівному лантусі, що він вніс до хати,
Стільки іграшок казкових – не порахувати!
Іскорки блищать в очах,
Ямки на обох щоках,
З холоду почервонілих,
Ніс як вишенька дозріла.
В сивій білій бороді посмішка ховалась.
І обличчя всім довкола радо посміхалось.
Стару люльку у зубах міцно він тримає,
І поважно кільця диму з рота випускає.
Круглолиций і пухкенький
Ельф – гладунчик веселенький.
Так чудово розсміявся,
Аж живіт заколихався.
Я сміявся разом з ним, весело нам стало,
Наче всі мої страхи вітром позмітало.